# Long Beach Ice Dogs
Long Beach Ice Dogs byl profesionální americký klub ledního hokeje, který sídlil v kalifornském městě Long Beach. V letech 1995–2007 působil v profesionální soutěži East Coast Hockey League. Před vstupem do ECHL působil v International Hockey League a West Coast Hockey League. Ice Dogs ve své poslední sezóně v ECHL skončily v základní části. Své domácí zápasy odehrával v hale Long Beach Arena s kapacitou 11 200 diváků. Klubové barvy byly námořnická modř a zlatá.
Založen byl v roce 1995 po přestěhování týmu Los Angeles Ice Dogs do Long Beach.

## Přehled ligové účasti
Zdroj: 
- 1996–1997: International Hockey League (Jižní divize)
- 1997–1999: International Hockey League (Jihozápadní divize)
- 1999–2000: International Hockey League (Západní divize)
- 2000–2002: West Coast Hockey League (Jižní divize)
- 2002–2003: West Coast Hockey League
- 2003–2004: East Coast Hockey League (Pacifická divize)
- 2004–2005: East Coast Hockey League (Západní divize)
- 2005–2007: East Coast Hockey League (Pacifická divize)